# Coupe arabe des clubs vainqueurs de coupe de handball 1996
La Coupe arabe des clubs vainqueurs de coupe de handball 1996 est la 1re édition de cette compétition de handball et s'est tenue du samedi 9 au samedi 16 novembre 1996 à Mahdia en Tunisie
La compétition se déroule sous le format d’un championnat et a réuni sept clubs arabes ayant remporté la coupe de leurs pays[Lesquels ?].

## Équipes qualifiées
- El Makarem de Mahdia : club organisateur
- JS Bina/ERC Alger : Vainqueur de la Coupe d'Algérie en 1996
- Al-Ahli SC (Djeddah) : ?
- Al Ahly SC : Vainqueur de la Coupe d'Égypte en 1996
- Al Charika : ?
- Al Fehihil : vainqueur de la coupe du  Koweït 1995-1996 .
- Étoile sportive du Sahel : champion de  Tunisie 1995-1996 .

## Classement final
|   | Équipe                   | Pts | J | G | N | P | Bp  | Bc  | Diff |
| - | ------------------------ | --- | - | - | - | - | --- | --- | ---- |
| 1 | Al Ahly SC               | 12  | 6 | 6 | 0 | 0 | 152 | 113 | 39   |
| 2 | Étoile sportive du Sahel | 9   | 6 | 4 | 1 | 1 | 173 | 146 | 27   |
| 3 | El Makarem de Mahdia     | 9   | 6 | 4 | 1 | 1 | 156 | 129 | 27   |
| 4 | JS Bina Alger            | 4   | 6 | 2 | 0 | 4 | 137 | 139 | -2   |
| 5 | Al-Ahli SC (Djeddah)     | 4   | 6 | 1 | 2 | 3 | 152 | 170 | -18  |
| 6 | Al Charika               | 3   | 6 | 1 | 1 | 4 | 91  | 139 | -48  |
| 7 | Al Fehihil               | 1   | 6 | 0 | 1 | 5 | 148 | 183 | -35  |

## Détail des matchs
- 1re journée, samedi 9 novembre 1996
  -   Al Ahly SC 28-25 (9-16)  JS Bina Alger
  -  El Makarem de Mahdia 24-16  Al Charika
  -  ES Sahel 28-25  Al Fehihil
  - exempt :  Al-Ahli SC (Djeddah)
- 2e journée, dimanche 10 novembre 1996
  -   JS Bina Alger 28-20  Al Charika
  -  El Makarem de Mahdia 26-25  Al-Ahli SC (Djeddah)
  -   Al Ahly SC 34-20 Al Fehihil
  - exempt :  Étoile sportive du Sahel
- 3e journée, lundi 11 novembre 1996
  -   JS Bina Alger 29-18  Al Fehihil
  -   Al Ahly SC 31-21  Al-Ahli SC (Djeddah)
  -  El Makarem de Mahdia 24-24 ES Sahel
  - exempt :  Al Charika
- 4e journée, mardi 12 novembre 1996 :
  -   Al Ahly SC bat  Étoile sportive du Sahel
  -  Ahly Djeddah bat  IRBina Alger
  -  Al-Charika bat  Al-Fehihil
  - exempt :  El Makarem de Mahdia
- Jour de Repos : - Mercredi 13 Novembre 1996 .
- 5e journée, jeudi 14 novembre 1996
  -   Al Ahly SC bat  El Makarem de Mahdia
  -  ESSahel bat  JS Bina Alger
  - Al-Charika bat  Al Ahly Djeddah
  - Exempt :  Al-Fehihil
- 6e journée, vendredi 15 novembre 1996
  -  El Makarem de Mahdia 23-15  JS Bina Alger
  -  Étoile sportive du Sahel 39-24  Al Charika
  -  Al-Ahli SC (Djeddah) 26-26  Al Fehihil
  - exempt :  Égypte Al Ahly SC
- 7e et dernière journée, samedi 16 novembre 1996
  -   Al Ahly SC 35-23  Al Charika
  -  ES Sahel 36-24  Al-Ahli SC (Djeddah)
  -  El Makarem de Mahdia 38-32  Al Fehihil
  - exempt :  JS Bina Alger